# Kevin Long (football)
Pour les articles homonymes, voir Kevin Long et Long.
Kevin Long, né le 18 août 1990 à Cork, est un footballeur international irlandais. Il évolue au poste de défenseur au Toronto FC

## Carrière
Le 1er janvier 2010, il rejoint l'équipe du Burnley FC.
Le 5 janvier 2023, il rejoint Birmingham City.

### En sélection
Le 1er juin 2017, il fait ses débuts internationaux en faveur de l'équipe d'Irlande, lors d'un match amical contre le Mexique au MetLife Stadium de New Jersey (défaite 3-1).